# Wanfried
Wanfried est une petite ville d'Allemagne, à une cinquantaine de kilomètres à vol d'oiseau au sud-est de Cassel, dans le land de Hesse.

## Quartiers de ville
- Wanfried
- Altenburschla
- Heldra
- Völkershausen
- Aue

## Personnalités liées à la ville
- Charlotte-Amélie de Hesse-Wanfried (1679-1722), princesse né à Wanfried.
- Christian de Hesse-Wanfried-Rheinfels (1689-1755), landgrave né à Wanfried.
- Wilhelm Ludwig von Eschwege (1777-1855), géologue né à Auer Wasserburg.

## Jumelage
La ville est jumelée avec :
- Plouescat (France)
- Schörfling am Attersee (Autriche)

Altenburschla (Wanfried) :
- Villeneuve-les-Sablons (France)